# L'Anse-à-Valleau
L'Anse-à-Valleau est un village compris dans le territoire de la ville de Gaspé, au Québec (Canada). Il doit son nom à un résident de Percé à la fin du XVIIe siècle, Pierre Valleau. La municipalité s'est développée autour d'un monde de pêche.

## Édifices
- Voir : le Phare de Pointe-à-la-Renommée et sa station radio-maritime de Guglielmo Marconi construite en 1904.

## Actualité
Les résidents de la Gaspésie entendent parler de ce petit village puisqu'on retrouve à cet endroit un des parcs éoliens de la compagnie Cartier énergie éolienne, compagnie qui exploite déjà deux autres parcs à Baie-des-Sables et Carleton pour un grand total de 319,5 MW d'énergie.

## Sources
- Cet article est partiellement ou en totalité issu de l'article intitulé « Anse-à-Valleau » (voir la liste des auteurs).
- Cyberpresse.ca : http://www.cyberpresse.ca/le-soleil/actualites/environnement/201002/22/01-954246-un-projet-de-parc-eolien-de-300-millions-avorte.php
- Info-Gaspésie : http://www.cyberpresse.ca/le-soleil/actualites/environnement/201002/22/01-954246-un-projet-de-parc-eolien-de-300-millions-avorte.php